# Großer Preis von Japan 2009
Der Große Preis von Japan 2009 (offiziell 2009 Formula 1 Fuji Television Japanese Grand Prix) fand am 4. Oktober auf dem Suzuka International Racing Course in Suzuka statt und war das 15. Rennen der Formel-1-Weltmeisterschaft 2009.

## Berichte

### Hintergrund
Nach dem Großen Preis von Singapur führte Jenson Button in der Fahrerwertung mit 15 Punkten vor Rubens Barrichello und mit 25 Punkten vor Sebastian Vettel. In der Konstrukteurswertung führte Brawn-Mercedes mit 42,5 Punkten vor Red Bull-Renault und mit 91 Punkten vor Ferrari.
Am Mittwoch vor dem Rennen gab Ferrari das Fahrerduo für 2010 bekannt: Felipe Massa und Fernando Alonso, der Kimi Räikkönen ersetzt, werden für Ferrari an den Start gehen.
Lewis Hamilton, Heikki Kovalainen und Adrian Sutil bestritten jeweils ihren 50. Grand Prix.
Mit Alonso (zweimal), Barrichello, Räikkönen und Hamilton (jeweils einmal) traten vier ehemalige Sieger zu diesem Grand Prix an.

### Training
Für die beiden Trainingsabschnitte am Freitag wurde Timo Glock wegen einer Erkältung bei Toyota durch den Japaner Kamui Kobayashi ersetzt. Das erste freie Training fand unter nassen Bedingungen statt. Obwohl es nicht regnete, trocknete die Strecke nicht komplett ab. Die Bestzeit erzielte Kovalainen im McLaren-Mercedes. Lokalmatador Kazuki Nakajima wurde im Williams Zweiter, Sutil Dritter.
Im zweiten freien Training waren die Bedingungen noch schlechter. Nachdem beide Toro Rosso-Piloten am Anfang des Trainings kurz auf die Strecke gefahren waren, warteten alle Fahrer wegen des Regens auf bessere Bedingungen. In den letzten dreißig Minuten des Trainings, als die Bedingungen etwas besser waren, fuhren 17 Fahrer auf die Strecke. Sutil war der schnellste Pilot. Auf Platz zwei und drei folgten Vettel und Vitantonio Liuzzi.
Das dritte freie Training am Samstag fand unter trockenen Bedingungen statt. Jarno Trulli erzielte die Bestzeit vor Sébastien Buemi und Nico Rosberg im Williams. Mark Webber hatte in diesem Trainingsabschnitt einen Unfall in der Degner-Kurve, bei dem sein Auto so stark beschädigt wurde, dass er das Qualifying auslassen musste.

### Qualifying
Das Qualifying bestand aus drei Teilen mit einer Nettolaufzeit von 45 Minuten. Im ersten Qualifying-Segment (Q1) hatten die Fahrer 18 Minuten Zeit, um sich für das Rennen zu qualifizieren. Die besten 15 Fahrer erreichten den nächsten Teil. Vettel war Schnellster. Giancarlo Fisichella, Nakajima, Romain Grosjean, Liuzzi und Webber, der nicht fahren konnte, schieden aus.
Der zweite Abschnitt (Q2) dauerte 15 Minuten. Die schnellsten zehn Piloten qualifizierten sich für den dritten Teil des Qualifyings. Der zweite Abschnitt der Qualifikation musste wegen schwerer Unfälle zweimal unterbrochen werden. Für die erste Unterbrechung sorgte Toro Rosso-Pilot Jaime Alguersuari, der in der Degner-Kurve in die Reifenstapel fuhr. Der Spanier konnte das beschädigte Auto selbstständig verlassen. Als es wieder weiterging verlor Glock in der Casio Triangle die Kontrolle über sein Fahrzeug und fuhr frontal in einen Reifenstapel. Das Qualifying wurde zur Bergung des verunglückten Glock abgebrochen, welcher durch die Rettungskräfte geborgen wurde. Anschließend flog man Glock zu einer Kontrolluntersuchung ins Krankenhaus, das er bereits wenig später wieder verlassen konnte. Als das Qualifying weiterging, erzielte Vettel erneut die schnellste Runde. Neben Alguersuari und Glock schieden Robert Kubica, Alonso und Rosberg aus. Für einen weiteren Zwischenfall sorgte Buemi, der ausgangs der Spoon-Kurve in die Mauer fuhr. Er konnte zwar weiterfahren und das Auto bis in die Boxengasse bringen, allerdings lagen verschiedene Trümmerteile, u. a. sein Frontflügel, auf der Strecke. Danach nahmen nicht alle Fahrer Rücksicht auf die gelben Flaggen und so wurden nachträglich Alonso, Barrichello, Button und Sutil mit einer Strafversetzung um fünf Plätze bestraft. Auch Buemi wurde fünf Plätze nach hinten versetzt, da seine Weiterfahrt ein Risiko für ihn und die anderen Fahrer darstellte.
Der letzte Abschnitt (Q3) ging über eine Zeit von zwölf Minuten, in denen die ersten zehn Startpositionen vergeben wurden. Auch im dritten Teil des Qualifyings kam es zu einer Unterbrechung. Diesmal war es Kovalainen, der sein Auto in der Degner-Kurve verlor. Er konnte das Auto unverletzt verlassen, dennoch wurde die Qualifikation unterbrochen. Schlussendlich sicherte sich Vettel die Pole-Position vor Trulli und Hamilton. Für Vettel war es die fünfte Pole seiner Karriere.

### Rennen

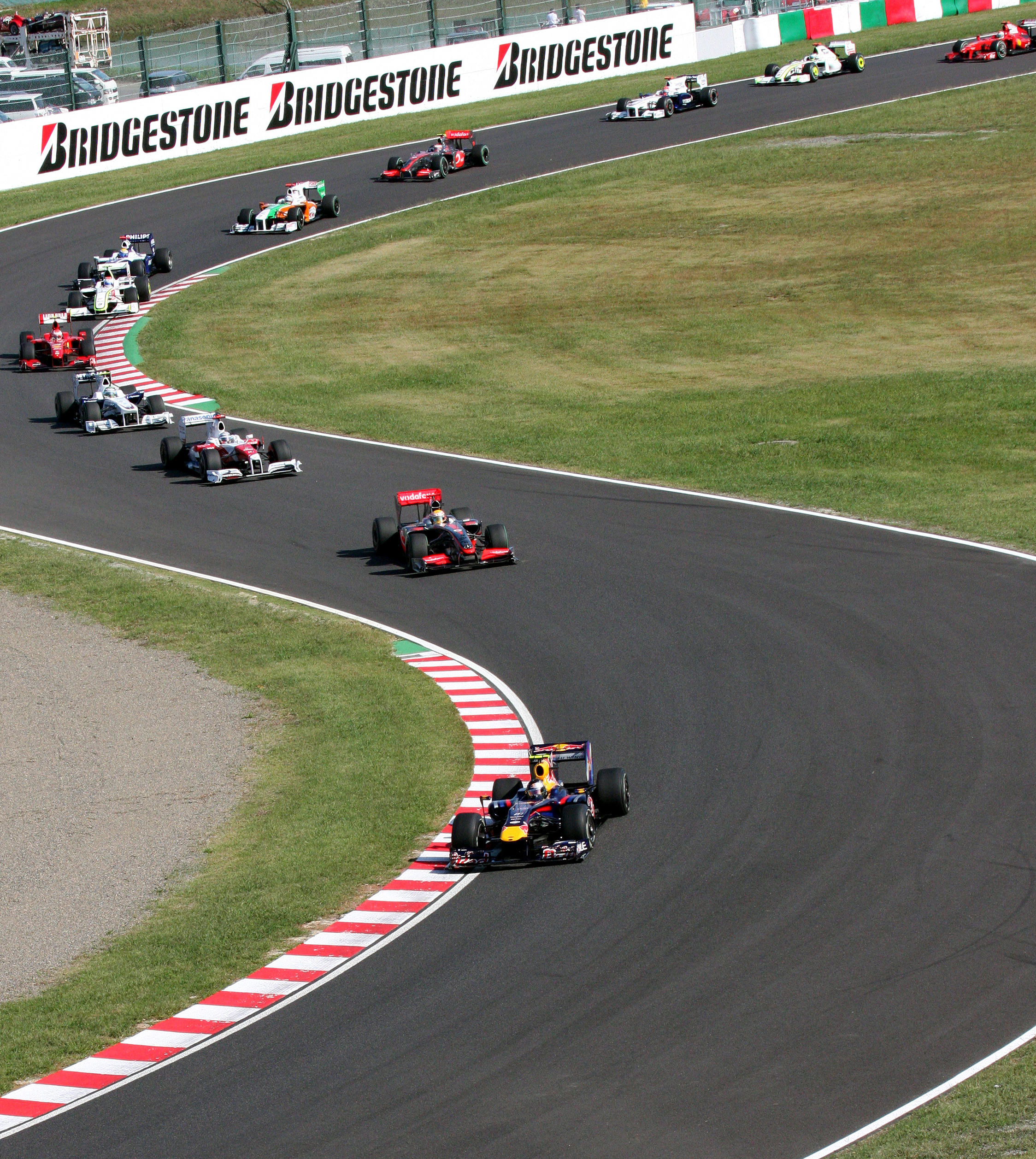
Sebastian Vettel behauptete seine Führung beim Start des Rennens

Da Glock nach seinem Unfall im Qualifying nicht starten konnte, traten nur 19 Piloten zum Rennen an. Beim Start behielt Vettel seine Führung. Trulli musste seinen zweiten Platz an Hamilton abgeben. Nach dem Vettel in den ersten Runden der schnellste Mann war, konnte Hamilton den Rückstand wenig später auf wenige Sekunden konstant halten. Etwas weiter hinten entwickelte sich zwischen Kovalainen, Sutil und Button ein Duell um den achten Platz. Doch Sutil hatte zunächst keine Chance gegen den mit KERS ausgerüsteten McLaren.
In der elften Runde musste Buemi mit einem Kupplungsdefekt aufgeben. In der 13. Runde attackierte Sutil Kovalainen in der Schikane. Kovalainen wollte Sutil nicht vorbeilassen und so kollidierten die beiden. Zwar konnten sie weiterfahren, ihre gute Position verloren sie jedoch. Button profitierte von der Kollision und war neuer Achter. Die ersten Boxenstopps änderten nichts an der Reihenfolge des Spitzentrios. Vettel konnte am längsten draußen bleiben und seine Führung auch nach dem Stopp behaupten.

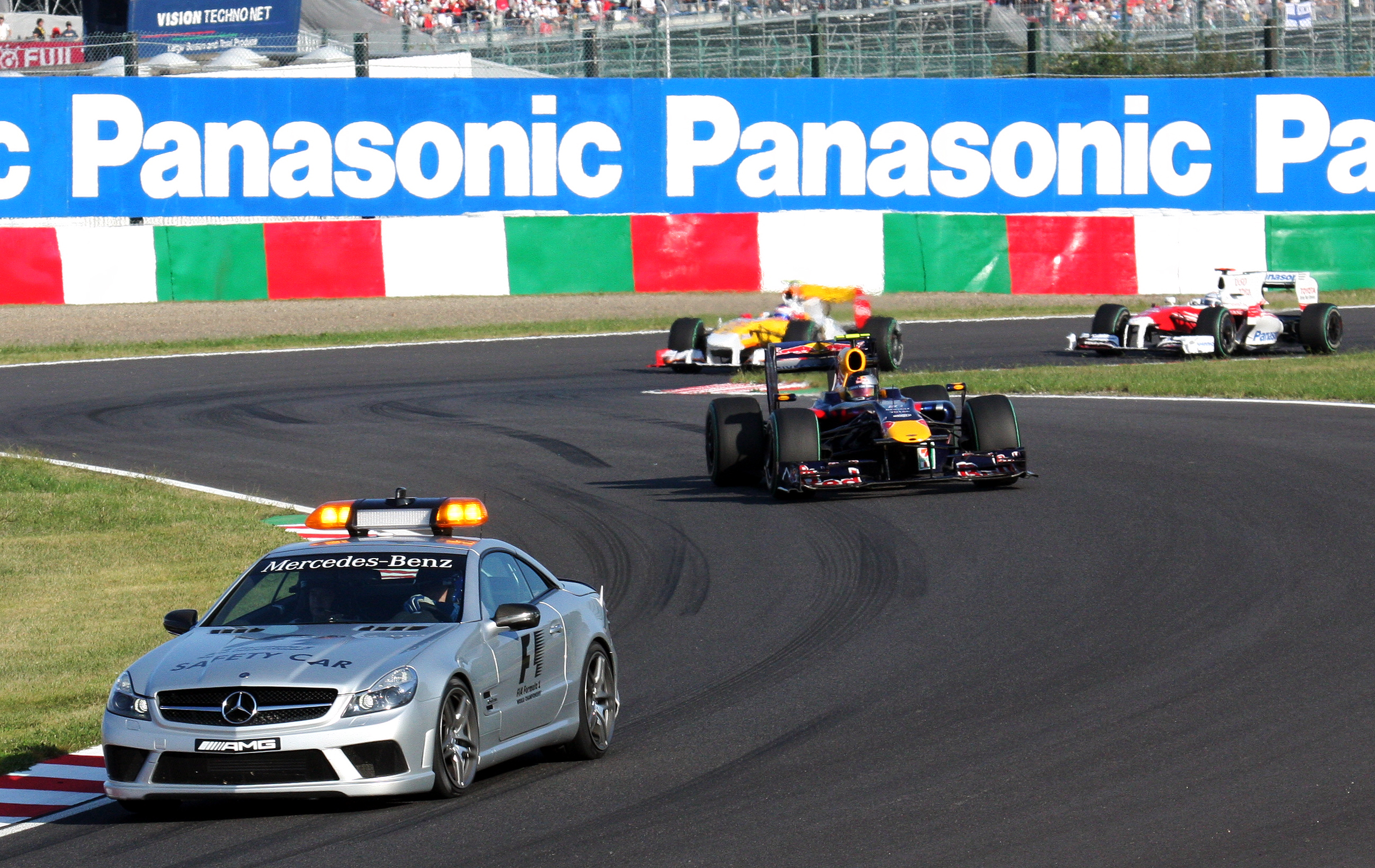
Nach einem Unfall von Jaime Alguersuari musste das Safety Car auf die Strecke

Vettel baute seinen Vorsprung auf Hamilton jede Runde weiter aus und war zudem schwerer als der McLaren, was ihm einen weiteren Vorteil einbrachte. Hamilton hingegen konzentrierte sich darauf, seine Position vor Trulli zu behalten. Die zweiten Stopps der Führungsgruppe begann Räikkönen, der zwar vor dem viertplatzierten Nick Heidfeld seinen Boxenstopp absolvierte, den Deutschen aber dennoch überholte. Heidfelds Stopp lief nicht optimal und ermöglichte dem Finnen so dessen Positionsgewinn. Hamilton kam erneut vor Trulli an die Box. Diesmal konnte der Italiener durch seine späteren Boxenstopp an Hamilton vorbeiziehen und den zweiten Platz einnehmen. Vettel behielt seine Führung auch nach dem Stopp.
Nachdem Alguersuari in der R130 einen schweren Unfall hatte, musste das Safety-Car auf die Strecke. Alguersuari blieb unverletzt. Durch die Safety-Car-Phase rückte das Feld in der finalen Phase des Rennens wieder zusammen. Rosberg nutzte die Safety-Car-Phase für seinen zweiten Stopp und kam als Fünfter hinter Räikkönen zurück auf die Strecke. Vettel behauptet seine Führung beim Restart und auch auf den weiteren Punkterängen gab es keine Verschiebungen. Schließlich gewann Vettel das Rennen vor Trulli und Hamilton. Die weiteren Punkte gingen an Räikkönen, Rosberg, Heidfeld, Barrichello und Button. Damit behielten Vettel und Barrichello eine theoretische Chance auf den Weltmeistertitel.

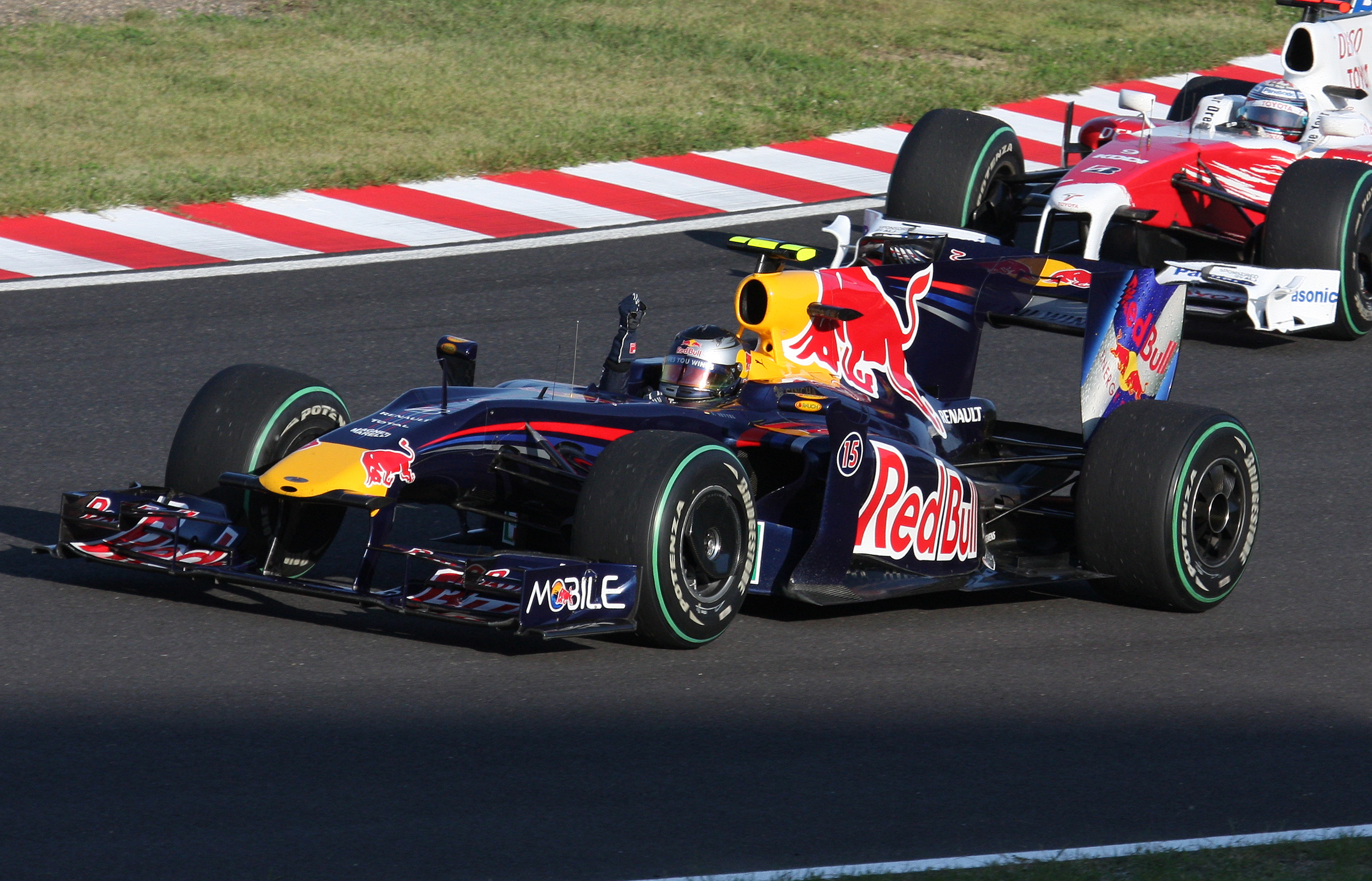
Sebastian Vettel sicherte sich die Pole-Position, führte jede Runde des Rennens an und gewann seinen vierten Grand Prix

Während das Rennen für Vettel optimal lief, fuhr sein Teamkollege Webber dem Feld hinterher und absolvierte insgesamt fünf Boxenstopps. Dennoch war es Webber, der seinem Teamkollegen in der letzten Runde die schnellste Rennrunde abnahm.

## Meldeliste
| Team                      | Nr. | Fahrer               | Chassis           | Motor                | Reifen |
| ------------------------- | --- | -------------------- | ----------------- | -------------------- | ------ |
| Vodafone McLaren Mercedes | 01  | Lewis Hamilton       | McLaren MP4-24    | Mercedes-Benz 2.4 V8 | B      |
| Vodafone McLaren Mercedes | 02  | Heikki Kovalainen    | McLaren MP4-24    | Mercedes-Benz 2.4 V8 | B      |
| Scuderia Ferrari Marlboro | 03  | Giancarlo Fisichella | Ferrari F60       | Ferrari 2.4 V8       | B      |
| Scuderia Ferrari Marlboro | 04  | Kimi Räikkönen       | Ferrari F60       | Ferrari 2.4 V8       | B      |
| BMW Sauber F1 Team        | 05  | Robert Kubica        | BMW Sauber F1.09  | BMW 2.4 V8           | B      |
| BMW Sauber F1 Team        | 06  | Nick Heidfeld        | BMW Sauber F1.09  | BMW 2.4 V8           | B      |
| Renault F1 Team           | 07  | Fernando Alonso      | Renault R29       | Renault 2.4 V8       | B      |
| Renault F1 Team           | 08  | Romain Grosjean      | Renault R29       | Renault 2.4 V8       | B      |
| Panasonic Toyota Racing   | 09  | Jarno Trulli         | Toyota TF109      | Toyota 2.4 V8        | B      |
| Panasonic Toyota Racing   | 10  | Kamui Kobayashi      | Toyota TF109      | Toyota 2.4 V8        | B      |
| Panasonic Toyota Racing   | 10  | Timo Glock           | Toyota TF109      | Toyota 2.4 V8        | B      |
| Scuderia Toro Rosso       | 11  | Jaime Alguersuari    | Toro Rosso STR4   | Ferrari 2.4 V8       | B      |
| Scuderia Toro Rosso       | 12  | Sébastien Buemi      | Toro Rosso STR4   | Ferrari 2.4 V8       | B      |
| Red Bull Racing           | 14  | Mark Webber          | Red Bull RB5      | Renault 2.4 V8       | B      |
| Red Bull Racing           | 15  | Sebastian Vettel     | Red Bull RB5      | Renault 2.4 V8       | B      |
| AT&T Williams             | 16  | Nico Rosberg         | Williams FW31     | Toyota 2.4 V8        | B      |
| AT&T Williams             | 17  | Kazuki Nakajima      | Williams FW31     | Toyota 2.4 V8        | B      |
| Force India F1 Team       | 20  | Adrian Sutil         | Force India VJM02 | Mercedes-Benz 2.4 V8 | B      |
| Force India F1 Team       | 21  | Vitantonio Liuzzi    | Force India VJM02 | Mercedes-Benz 2.4 V8 | B      |
| Brawn GP Formula 1 Team   | 22  | Jenson Button        | Brawn BGP 001     | Mercedes-Benz 2.4 V8 | B      |
| Brawn GP Formula 1 Team   | 23  | Rubens Barrichello   | Brawn BGP 001     | Mercedes-Benz 2.4 V8 | B      |

Anmerkungen
1. 1 2  Kobayashi fuhr den Toyota mit der Nummer 10 im ersten und zweiten freien Training. Glock übernahm das Fahrzeug anschließend für das restliche Rennwochenende.
2. ↑  Die Startnummern 18 und 19 wurden wegen des Rückzugs des Honda-Teams nicht vergeben. Das Nachfolgeteam Brawn GP bekam als Neuling traditionell die letzten Startnummern, das Team Force India rückte aus Marketinggründen nicht auf.

## Klassifikationen

### Qualifying
| Pos. | Fahrer               | Konstrukteur         | Q1       | Q2         | Q3         | Start |
| ---- | -------------------- | -------------------- | -------- | ---------- | ---------- | ----- |
| 01   | Sebastian Vettel     | Red Bull-Renault     | 1:30,883 | 1:30,341   | 1:32,160   | 01    |
| 02   | Jarno Trulli         | Toyota               | 1:31,063 | 1:30,737   | 1:32,220   | 02    |
| 03   | Lewis Hamilton       | McLaren-Mercedes (K) | 1:30,917 | 1:30,627   | 1:32,395   | 03    |
| 04   | Adrian Sutil1        | Force India-Mercedes | 1:31,386 | 1:31,222   | 1:32,466   | 08    |
| 05   | Rubens Barrichello1  | Brawn-Mercedes       | 1:31,272 | 1:31,055   | 1:32,660   | 06    |
| 06   | Nick Heidfeld        | BMW Sauber           | 1:31,501 | 1:31,260   | 1:32,945   | 04    |
| 07   | Jenson Button        | Brawn-Mercedes       | 1:31,041 | 1:30,880   | 1:32,962   | 10    |
| 08   | Kimi Räikkönen       | Ferrari (K)          | 1:31,228 | 1:31,052   | 1:32,980   | 05    |
| 09   | Heikki Kovalainen    | McLaren-Mercedes (K) | 1:31,499 | 1:31,223   | keine Zeit | 11    |
| 10   | Sébastien Buemi      | Toro Rosso-Ferrari   | 1:31,196 | 1:31,103   | keine Zeit | 13    |
| 11   | Nico Rosberg         | Williams-Toyota      | 1:31,286 | 1:31,482   | –          | 07    |
| 12   | Fernando Alonso      | Renault              | 1:31,401 | 1:31,638   | –          | 16    |
| 13   | Robert Kubica        | BMW Sauber           | 1:31,417 | 1:32,341   | –          | 09    |
| 14   | Timo Glock           | Toyota               | 1:31,550 | keine Zeit | –          | Box   |
| 15   | Jaime Alguersuari    | Toro Rosso-Ferrari   | 1:31,571 | keine Zeit | –          | 12    |
| 16   | Giancarlo Fisichella | Ferrari (K)          | 1:31,704 | –          | –          | 14    |
| 17   | Kazuki Nakajima      | Williams-Toyota      | 1:31,718 | –          | –          | 15    |
| 18   | Romain Grosjean      | Renault              | 1:32,073 | –          | –          | 17    |
| 19   | Vitantonio Liuzzi    | Force India-Mercedes | 1:32,087 | –          | –          | 18    |
| 20   | Mark Webber          | Red Bull-Renault     | –        | –          | –          | Box   |

Anmerkungen
(K) = Rennwagen mit KERS
1. 1 2 3 4  Buemi wurde um fünf Plätze nach hinten versetzt, da er ausgangs der Spoon-Kurve in die Mauer gefahren und danach mit dem beschädigten Auto zurück an die Box gefahren ist. Da unter anderem sein Frontflügel auf der Strecke lag, wurden in dem betreffenden Abschnitt gelbe Flaggen geschwenkt. Alonso, Barrichello, Button und Sutil wurden um fünf Plätze nach hinten versetzt, da sie in diesem Streckenabschnitt die gelben Flaggen missachteten und zu schnell fuhren.
2. 1 2  Kovalainen und Liuzzi wurden wegen eines Getriebewechsels mit einer Versetzung um fünf Plätze nach hinten bestraft.
3. ↑  Glock hatte im zweiten Abschnitt des Qualifikationstrainings einen schweren Unfall, bei dem sein Rennwagen beschädigt wurde. Da er für das Rennen ein neues Chassis benötigte, hätte er aus der Boxengasse starten müssen.
4. ↑  Webber musste das Qualifying auslassen, da sein Auto nach einem Unfall im dritten freien Training zu stark beschädigt war und ein komplett neues Chassis aufgebaut werden musste, sodass er aus der Boxengasse starten musste.

### Rennen
| Pos. | Fahrer               | Konstrukteur         | Runden | Stopps | Zeit        | Start | Schnellste Runde |
| ---- | -------------------- | -------------------- | ------ | ------ | ----------- | ----- | ---------------- |
| 01   | Sebastian Vettel     | Red Bull-Renault     | 53     | 2      | 1:28:20,443 | 01    | 1:32,572 (43.)   |
| 02   | Jarno Trulli         | Toyota               | 53     | 2      | + 4,877     | 02    | 1:33,152 (38.)   |
| 03   | Lewis Hamilton       | McLaren-Mercedes (K) | 53     | 2      | + 6,472     | 03    | 1:33,259 (13.)   |
| 04   | Kimi Räikkönen       | Ferrari (K)          | 53     | 2      | + 7,940     | 05    | 1:32,999 (33.)   |
| 05   | Nico Rosberg         | Williams-Toyota      | 53     | 2      | + 8,793     | 07    | 1:33,595 (43.)   |
| 06   | Nick Heidfeld        | BMW Sauber           | 53     | 2      | + 9,509     | 04    | 1:33,600 (13.)   |
| 07   | Rubens Barrichello   | Brawn-Mercedes       | 53     | 2      | + 10,641    | 06    | 1:33,910 (17.)   |
| 08   | Jenson Button        | Brawn-Mercedes       | 53     | 2      | + 11,474    | 10    | 1:33,251 (42.)   |
| 09   | Robert Kubica        | BMW Sauber           | 53     | 2      | + 11,777    | 09    | 1:33,334 (44.)   |
| 10   | Fernando Alonso      | Renault              | 53     | 1      | + 13,065    | 16    | 1:33,946 (28.)   |
| 11   | Heikki Kovalainen    | McLaren-Mercedes (K) | 53     | 2      | + 13,735    | 11    | 1:33,801 (35.)   |
| 12   | Giancarlo Fisichella | Ferrari (K)          | 53     | 2      | + 14,596    | 14    | 1:33,479 (33.)   |
| 13   | Adrian Sutil         | Force India-Mercedes | 53     | 2      | + 14,959    | 08    | 1:33,668 (36.)   |
| 14   | Vitantonio Liuzzi    | Force India-Mercedes | 53     | 2      | + 15,734    | 18    | 1:34,294 (36.)   |
| 15   | Kazuki Nakajima      | Williams-Toyota      | 53     | 1      | + 17,973    | 15    | 1:34,783 (26.)   |
| 16   | Romain Grosjean      | Renault              | 52     | 1      | + 1 Runde   | 17    | 1:34,643 (39.)   |
| 17   | Mark Webber          | Red Bull-Renault     | 51     | 5      | + 2 Runden  | Box   | 1:32,569 (50.)   |
| –    | Jaime Alguersuari    | Toro Rosso-Ferrari   | 43     | 2      | DNF         | 12    | 1:34,049 (34.)   |
| –    | Sébastien Buemi      | Toro Rosso-Ferrari   | 11     | 0      | DNF         | 13    | 1:35,392 (05.)   |
| DNS  | Timo Glock           | Toyota               | –      | –      | –           | Box   | –                |

Anmerkungen
(K) = Rennwagen mit KERS
1. ↑  Glock konnte aufgrund seines schweren Unfalles im Qualifying nicht am Rennen teilnehmen.

## WM-Stände nach dem Rennen
Die ersten acht des Rennens bekamen 10, 8, 6, 5, 4, 3, 2 bzw. 1 Punkt(e).

### Fahrerwertung
| Pos. | Fahrer             | Konstrukteur     | Punkte |
| ---- | ------------------ | ---------------- | ------ |
| 01   | Jenson Button      | Brawn-Mercedes   | 85,0   |
| 02   | Rubens Barrichello | Brawn-Mercedes   | 71,0   |
| 03   | Sebastian Vettel   | Red Bull-Renault | 69,0   |
| 04   | Mark Webber        | Red Bull-Renault | 51,5   |
| 05   | Kimi Räikkönen     | Ferrari          | 45,0   |
| 06   | Lewis Hamilton     | McLaren-Mercedes | 43,0   |
| 07   | Nico Rosberg       | Williams-Toyota  | 34,5   |
| 08   | Jarno Trulli       | Toyota           | 30,5   |
| 09   | Fernando Alonso    | Renault          | 26,0   |
| 10   | Timo Glock         | Toyota           | 24,0   |
| 11   | Felipe Massa       | Ferrari          | 22,0   |
| 12   | Heikki Kovalainen  | McLaren-Mercedes | 22,0   |

| Pos. | Fahrer               | Konstrukteur                   | Punkte |
| ---- | -------------------- | ------------------------------ | ------ |
| 13   | Nick Heidfeld        | BMW Sauber                     | 15,0   |
| 14   | Robert Kubica        | BMW Sauber                     | 9,0    |
| 15   | Giancarlo Fisichella | Force India-Mercedes / Ferrari | 8,0    |
| 16   | Adrian Sutil         | Force India-Mercedes           | 5,0    |
| 17   | Sébastien Buemi      | Toro Rosso-Ferrari             | 3,0    |
| 18   | Sébastien Bourdais   | Toro Rosso-Ferrari             | 2,0    |
| 19   | Kazuki Nakajima      | Williams-Toyota                | 0,0    |
| 20   | Nelson Piquet jr.    | Renault                        | 0,0    |
| 21   | Vitantonio Liuzzi    | Force India-Mercedes           | 0,0    |
| 22   | Luca Badoer          | Ferrari                        | 0,0    |
| 23   | Romain Grosjean      | Renault                        | 0,0    |
| 24   | Jaime Alguersuari    | Toro Rosso-Ferrari             | 0,0    |

### Konstrukteurswertung
| Pos. | Konstrukteur     | Punkte |
| ---- | ---------------- | ------ |
| 01   | Brawn-Mercedes   | 156,0  |
| 02   | Red Bull-Renault | 120,5  |
| 03   | Ferrari          | 67,0   |
| 04   | McLaren-Mercedes | 65,0   |
| 05   | Toyota           | 54,5   |

| Pos. | Konstrukteur         | Punkte |
| ---- | -------------------- | ------ |
| 06   | Williams-Toyota      | 34,5   |
| 07   | Renault              | 26,0   |
| 08   | BMW Sauber           | 24,0   |
| 09   | Force India-Mercedes | 13,0   |
| 10   | Toro Rosso-Ferrari   | 5,0    |